# Château de Matsue
Pour les articles homonymes, voir Matsu (homonymie).
Le château de Matsue (松江城, Matsue-jō) est un château japonais qui se trouve dans la ville de Matsue, préfecture de Shimane. Symbole de la cité lacustre, il est aussi l’unique château du San’in, la partie nord de la région du Chûgoku. Il fut construit par Horio Yoshiharu en l’espace de cinq ans et achevé en 1611.

## Château de Matsue
Selon la légende, le château de Matsue aurait été construit sur le sacrifice d'une jeune femme enterrée sous les murs de pierre du château. Son nom n'a jamais été enregistré et rien de ce qui la concernait ne nous est connu sauf qu'elle est censée avoir été une belle jeune fille qui aimait la danse et est nommée tout simplement la « jeune fille de Matsue ». Après la construction du château, une loi a été votée interdisant à toute jeune fille de danser dans les rues de Matsue parce que la colline de Shiroyama frémirait et le château serait secoué de « haut en bas ».
Le donjon du château de Matsue est l’un des douze derniers donjons authentiques du Japon. Il n’a en effet jamais été détruit et nous est parvenu tel qu’il était à l’origine. Parmi ces donjons, il se classe deuxième (après celui de Himeji) pour son envergure, troisième pour sa hauteur et quatrième[réf. souhaitée] pour son âge.
Surnommé le « château du pluvier », car évoquant cet oiseau déployant ses ailes, le donjon fut désigné « trésor national » en 1935, avant d’être reclassé « bien culturel important » en 1950 du fait d’un changement de législation.
La plupart des châteaux du Japon furent démolis peu après la restauration impériale de Meiji de 1868 qui scella la fin du shogunat. Ce fut également le cas du château de Matsue en 1875. Seul le donjon fut sauvé de la destruction.

## Les différents seigneurs du château de Matsue
Après le règne de trois générations du clan Horio et du court règne de Tadataka Kyōgoku, le contrôle du château et du fief revint au clan Matsudaira. Le règne des Matsudaira dura dix générations, de 1638 à 1871.

### Le clan Horio (堀尾氏), 1600-1633
Pour récompenser leurs faits d’armes lors de la bataille de Sekigahara en 1600, Yoshiharu Horio et son fils reçurent des mains du shogun Ieyasu Tokugawa les pays d’Izumo et d’Oki. Ayant d’abord occupé le château de Toda, ils décidèrent cependant de le quitter pour construire le château de Matsue.
- Horio Yoshiharu (堀尾 吉晴?) (1543 - 26 juillet 1611). Maître d'ouvrage du château.
- Horio Tadauji (堀尾 忠氏?) (1578 - 8 août 1604). Mort avant la construction de Matsue, il avait pour fief le château de Gassantoda, non loin.
- Horio Tadaharu (堀尾 忠晴?) (1596 - 26 octobre 1633)

### Le clan Kyōgoku (京極氏), 1634-1637
Faute d’héritier dans la famille Horio, le contrôle du fief revint à Tadataka Kyōgoku. Si son règne fut court, il initia de grands travaux visant à mettre un terme aux inondations provoquées par la rivière Hiikawa. Lui non plus n’eut pas d’héritier et le château passa sous le contrôle de la famille Matsudaira.
- Takagaka Kyōgoku (京極忠高)

### Le clan Matsudaira (松平氏), 1638-1871
Petit-fils du shogun Ieyasu Tokugawa, Naomasa Matsudaira participa à la grande bataille d'Osaka durant l’hiver 1814 alors qu’il n’avait que quatorze ans. Suscitant, de par sa bravoure au combat, l’admiration du général adverse Yukimura Sanada, ce dernier lui aurait cédé son éventail de commandement lors de leur affrontement.
- Matsudaira Naomasa (松平直政)
- Matsudaira Tsunataka (松平綱隆)
- Matsudaira Tsunachika (松平綱近)
- Matsudaira Yoshitō (松平吉透)
- Matsudaira Nobuzumi (松平宣維)
- Matsudaira Munenobu (松平宗衍)
- Matsudaira Harusato (松平治郷・不昧公)
- Matsudaira Naritsune (松平斉恒)
- Matsudaira Naritaka (松平斉貴)
- Matsudaira Sadayasu (松平定安)

## Aperçu du château de Matsue
Structure complexe comportant une tour panoramique et de nombreux éléments défensifs, l’imposant bâtiment offre une gracieuse et majestueuse silhouette typique du style de la période Momoyama (fin XVIe siècle). D’une hauteur de 30 m, le donjon, s’il n’a l’air de ne présenter que cinq niveaux vu de l’extérieur, comporte en réalité six étages.
- La tour panoramique : le dernier étage du donjon du château possède la particularité d’offrir une vue à 360° sur les environs, sans angle mort. Le donjon est l’un des derniers à offrir — avec ceux de Himeji et de Matsumoto — l’élégant et majestueux style architectural de la période Momoyama (fin XVIe siècle).
- Les shachihoko (鯱) : situées sur le toit du donjon et représentant un animal marin imaginaire possédant la tête d'un tigre, ces pièces placées à chaque extrémité du faîtage avaient pour fonction de protéger la bâtisse des incendies et des mauvais esprits. Elles sont les plus grandes pièces en bois du Japon (2,08 m) et recouvertes de cuivre. L’animal de droite est une femelle, tandis que celui de gauche, aux écailles plus épaisses, est un mâle.
- Gable de style irimoya (入母屋破風) : couronnement de forme triangulaire coiffant l’édifice à mi-hauteur, cet ornement est, avec la tour de garde panoramique, caractéristique du style des châteaux de la période Momoyama.
- Les fondations : savamment assemblées selon la méthode nozurazumi[4] (野面積み), également appelée gobouzumi[5] (牛蒡積み), les pierres utilisées pour les fondations n’ont presque pas été façonnées. Malgré un aspect rudimentaire, cet assemblage de pierre, sans mortier, offre une solidité à toute épreuve.
- Les panneaux de protection : contrairement à ceux de Himeji ou d’Hikone, l’extérieur du donjon de Matsue est à dominante noire, indicateur d’un style ancien. Ainsi recouverts d’enduit, les panneaux extérieurs sont protégés contre le feu et les intempéries.
- Les gargouilles : appelées onigawara (鬼瓦) en japonais et posées à l’angle des toits, ces sculptures chimériques sont censées repousser les forces maléfiques. Leurs figures, toutes différentes, ont ceci de particulier qu’elles n’ont pour la plupart pas de cornes, contrairement à celles des périodes postérieures.